# آلبرت گونتر
آلبرت گونتر (انگلیسی: Albert Günther؛ زاده ۳ اکتبر ۱۸۳۰ – درگذشته ۱ فوریهٔ ۱۹۱۴) یک زیست‌شناس اهل آلمان بود.